# Chayu
Chayu Dzong, Chinees: Zayü Xian is een arrondissement in de prefectuur Nyingtri in de Tibetaanse Autonome Regio, China.
In 1999 telde het 25.822 inwoners. De gemiddelde jaarlijkse temperatuur is 11,9 °C en jaarlijks valt er gemiddeld 805 mm neerslag.

## Geschil met India
Over dit enkele arrondissementen is een geschil met India dat een hoogtepunt bereikte tijdens de Chinees-Indiase Oorlog en waarvan de oorzaak teruggaat tot de ondertekening van het Akkoord van Simla door functionarissen van de dertiende dalai lama en het Verenigd Koninkrijk. Naast Zayü gaat het om geheel Tshona, een deel van Metog en het zuiden van Lhuntse. Volgens India behoren de arrondissementen tot de Indiase deelstaat Arunachal Pradesh; volgens China gaat het om arrondissementen van Zuid-Tibet.